# Lev Koelesjov
Lev Vladimirovitsj Koelesjov (Russisch: Лев Владимирович Кулешов) (Tambov, 1 januari/13 januari 1899 - Moskou, 29 maart 1971) was een Russisch regisseur en filmtheoreticus.
Koelesjov begon in 1916 als decorontwerper in de filmstudio's van Aleksandr Chanzjonkov. Vanaf 1917 begon hij zelf te regisseren. Tijdens de revolutiejaren draaide hij bioscoopjournaals aan het front. In 1919 nam Koelesjov de leiding op zich van de onderwijsafdeling van de nationale filmschool.
Koesjelov is vermoedelijk 's werelds eerste filmtheoreticus. Hij ontwikkelde eigen montagetheorieën vóór Sergej Eisenstein en Vsevolod Poedovkin. Voor Koelesjov was montage de essentie van film. Om dit te illustreren draaide hij een experimentele film, waarbij opnamen van een acteur werden onderbroken door betekenisvolle beelden. Hij toonde aldus aan dat montage de interpretatie beïnvloedt van beelden door de kijker. Dit principe noemt men het Koelesjov-effect.

## Filmografie (selectie)
- 1924: De buitengewone avonturen van de heer West in het bolsjewiekenland
- 1925: Straal des doods
- 1926: Volgens de wet